# Muršili II
Muršili II (1340 a.C. circa – 1295 a.C.) è stato un sovrano ittita in carica dal 1321 al 1295 a.C.
Fu il quinto e minore dei figli maschi di Šuppiluliuma I. Prima della sua ascesa al trono, fu capo delle Guardie Reali durante il breve regno del fratello Arnuwanda II.

## Ascesa al trono
Mursili II salì al trono nel 1.321 a.C. dopo la prematura scomparsa del re, suo fratello Arnuwanda II. Questi, come il padre Suppiluliuma I, cadde vittima dell'epidemia che flagellò il regno ittita a partire dal 1325 a.C., introdotta a Hatti dai prigionieri cananei deportati dopo la campagna di Šuppiluliuma I in quella regione. Morto Arnuwanda e, probabilmente, anche il suo erede Tulpi, resta un mistero il perché sia stato Mursili ad ascendere al trono e non uno degli altri due fratelli maggiori (che peraltro appoggiarono tale scelta) ancora in vita: Sharri-Kusuh/Piyassili viceré di Carchemish e Telipinu governatore di Aleppo.
Non appena si sparse la notizia dell'ascesa di un re ritenuto giovane ed inesperto, la periferia dell'impero ittita si sollevò.
Il re dovette affrontare subito la rivolta delle tribù dei Kaska del Ponto anatolico, le cui incursioni da Nord periodicamente si ripetevano in un'area troppo vicina alla capitale ittita; Mursili, domate le rivolte, pensò di ripopolare le terre dell'estremo Nord utilizzando anche prigionieri di guerra, in modo da formare una sorta di cuscinetto tra i Kaska e la capitale Hattuša, rendendo così ancora più massiccia la pratica della deportazione.

## La rivolta di Arzawa
Ma la sfida più grande giunse a Mursili da ovest: Arzawa, domata e spezzettata da suo padre Šuppiluliuma I, manifestò nuovi sintomi di ribellione, vagheggiando forse di ricostituire un passato glorioso e unitario come alcuni decenni prima quando, sotto Tarhuna-Radu, aveva conquistato un ruolo di primo piano, confinando gli Ittiti nella loro terra d'origine.
Quando Mursili ascese al trono, l'area di Arzawa era suddivisa in una sorta di confederazione di Stati, tutti vassalli degli Ittiti, secondo una ripartizione regionale effettuata un ventennio prima da Šuppiluliuma I; Wilusa, nell'estremo Nord; la Terra del fiume Seha (su cui era appena asceso al trono Manhapa-Tarhunta, figlio del fedele vassallo ittita Muwa-Walwi); Mira-Kuwaliya su cui regnava Mashuiluwa, sposato a Muwatti, figlia di Šuppiluliuma I e sorella di Mursili; Hapalla sul cui trono era Targasnalli; e infine lo Stato che gli studiosi hanno denominato "Arzawa Minor", il nucleo centrale dell'area sviluppato attorno alla capitale Apasa (l'Efeso classica), su cui regnava l'anziano Uhha-Ziti, sconfitto e reso vassallo proprio da Šuppiluliuma I a Puranda.
A questi, sebbene probabilmente di etnia differente ma comunque collocati nell'area occidentale dell'Anatolia e strettamente legati al mondo di Arzawa, possono essere aggiunti gli Stati di Masa e di Lukka, entrambi in orbita ittita.
Diversa la situazione per il territorio attorno a Millawanda/Mileto: la città, in passato spesso in orbita ittita, era divenuta una sorta di avamposto regionale per la potenza egea degli Ahhiyawa. Non avendo verosimilmente la forza per una conquista armata, dalla metà del XIV secolo a.C., gli Ahhiyawa si erano spinti in Anatolia con evidenti scopi commerciali e politici, facendo leva su alcuni sobillatori o piccoli "signori" locali, per fomentare l'insofferenza e la ribellione verso l'impero ittita che, con la sua presenza, impediva di fatto che gli Ahhiyawa potessero penetrare nell'area; Millawata era divenuta la loro base.
Convinto di aver di fronte un avversario debole e di poter contare sull'appoggio e la ricompensa di Ahhiyawa, Uhha-Ziti sfidò apertamente il nuovo re, ribellandosi e incitando alla rivolta gli altri Stati di Arzawa; Muršili II registrò il disprezzo del rivale in un documento: "Tu sei solo un bambino; non sai niente e non mi fai alcuna paura. Il tuo regno è in rovina, la tua fanteria e la tua cavalleria sono deboli. Contro la tua fanteria, ho una grande fanteria; contro la tua cavalleria, ho una grande cavalleria. Tuo padre aveva una grande fanteria e una grande cavalleria. Ma tu che sei un bambino, come puoi essergli uguale?"
Muršili II era sì un re giovane, ma il suo esercito non era affatto in rovina, né gli mancavano capacità e coraggio. Sistemata la questione Kaska, il re mosse personalmente a ovest, invadendo Arzawa con le proprie truppe a cui si erano unite quelle del fratello Sharri Kushuh, governatore di Carchemish.
Uhha-Ziti, che poteva contare su un eccellente esercito guidato dai figli Piyama-Kurunta e Tapalazunawali, riuscì ad avere l'appoggio dello Stato del fiume Seha, mentre Mira, sebbene divisa in fazioni, combatté con Mashuiluwa a fianco degli Ittiti; Wilusa e Hapalla, invece, probabilmente rimasero neutrali.
Mentre Mursili era in marcia verso Arzawa un meteorite cadde sulla capitale Apasa e ferì tra gli altri proprio Uhha-Ziti; gli Ittiti interpretarono il segno come un presagio favorevole, mentre Uhha-Ziti non poté guidare l'esercito in battaglia e lo affidò al figlio Piyama-Kurunta. 
Lo scontro avvenne sul fiume Astarpa: Mursili sconfisse duramente l'esercito di Arzawa (1319 a.C.), distrusse Millawata, strinse d'assedio Apasa e costrinse Uhha-Ziti con i figli a fuggire nelle isole egee riparando ad Ahhiyawa, dove il re ribelle morì pochi mesi dopo. 
Mentre si preparava ad attaccare la Terra del fiume Seha, il giovane re ribelle Manhapa-Tarhunta inviò l'anziana madre a invocare il perdono; Mursili glielo concesse e lo riconfermò come vassallo. 
Gli altri stati di Arzawa riconfermarono la loro sottomissione agli Ittiti: Mursili cancellò il territorio di Arzawa Minor, inglobandolo nello Stato di Mira sotto Mashuiluwa (1318 a.C.), verosimilmente per la fedeltà dimostrata.

## Un Re sotto assedio
Al rientro a Hattuša, dovette affrontare nuovamente i Kaska: infatti i barbari del Nord, per la prima ed unica volta, si erano uniti attorno ad un capo, Pihhuniya; Mursili intervenne con immediatezza e decisione, sconfiggendo e riducendo in schiavitù Pihhuniya (1317).
Chiusa intanto la parentesi di Akhenaton, l'Egitto si stava risollevando, manifestando rinnovate ambizioni in Siria; il nuovo faraone, il generale Horemheb, stava fomentando rivolte tra i vassalli ittiti dell'area, inviando truppe proprie in appoggio agli staterelli locali (1315); ma Mursili intervenne e sconfisse gli Egizi, costringendoli a riparare a Sud, sebbene le rivolte e il malcontento nell'area restassero.
Di Mursili abbiamo una fonte dettagliata di notizie: gli annali dei primi dieci anni di regno, in due diverse stesure (una più ampia ed una più concisa),  cronache minuziose di ogni evento della vita del sovrano, e del regno Ittita in genere.
L'anno più difficile del regno di Mursili fu il 1313 a.C.: i due fratelli maggiori, che governavano a Carchemish e ad Aleppo, morirono, in un momento in cui i principati siriani erano ancora in fermento; gli Assiri, approfittando del vuoto di potere, invasero Carchemish, mentre a nord le tribù Hayasa-Azzi fecero lo stesso con le "Terre Alte" ittite.
Inoltre, all'inizio del 1312, morì in circostanze misteriose la regina, Gassulawiya, che gli aveva appena dato il terzogenito Hattusili.
Muršili divise l'esercito in tre parti e spedì la prima a Nord al comando del generale Nunanza, la seconda in Siria sotto il veterano Kurunta e guidò personalmente la terza a Carchemish contro gli Assiri.
La vigorosa reazione ebbe successo, cogliendo alla sprovvista i nemici: Nunanza scacciò gli invasori dalle Terre Alte (1313) e poi l'anno seguente, raggiunto dal re, sottomise il territorio degli Hayasa-Azzi. 
Muršili respinse gli Assiri che abbandonarono Carchemish, al cui governatorato fu posto il nipote Shahurunuwa. 
Infine, i principati siriani furono di nuovo sottomessi, e la frontiera ittita con l'Egitto tornò a Kadesh, tradizionale punto di contatto tra gli imperi.
Ad Aleppo Muršili pose l'altro nipote Talmi-Sharrumma, ripristinando lo status quo.
Nel frattempo l'epidemia di peste che aveva colpito Hatti sotto Šuppiluliuma I e che era costata la vita al re e al suo erede, continuò anche sotto il regno di Muršili; il sovrano, si legge in un'orazione, riteneva che la responsabilità fosse da attribuirsi ai "fatti relativi alla morte di Tudhaliya il Giovane", il fratellastro di Šuppiluliuma I eliminato in modo cruento.
Muršili II affrontò anche la questione della morte della moglie Gassulawiya, mettendo sotto processo la Regina Regnante Tawananna, figlia del re cassita Burnaburiash II e ultima consorte del padre, accusandola di aver eliminato sua moglie con la magia nera. In realtà tra i figli di Šuppiluliuma I e l'ultima sposa del padre non era mai corso buon sangue: questi rimproveravano alla principessa babilonese di aver introdotto a corte usi e costumi troppo diversi da quelli della tradizione di Hatti; è possibile che Muršili stesse pensando di sostituirla nel rango di Regina Regnante con la moglie Gassulawiya e che Tawananna, per questo, abbia tramato per eliminare la rivale. Il processo si concluse con la condanna della Regina ma Muršili, contro il parere degli aruspici, le risparmiò la vita, limitandosi ad allontanarla dal palazzo rimuovendola da ogni ruolo
Intanto, ad occidente, Mashuiluwa re di Mira si ribellò (1310); ancora una volta Muršili guidò personalmente il suo esercito ad Arzawa con successo: Mashuiluwa, sconfitto, fu confinato a Hattuša mentre sul trono di Mira venne posto suo figlio Kupanta-Kurunta membro della famiglia reale ittita per parte di madre.
Mursili, riportano gli annali, era affetto da una non meglio identificata "malattia della parola", non è chiaro se sia stata una semplice balbuzie o difficoltà ad articolare suoni; pare che il re attribuisse tale circostanza allo spavento preso durante una forte tempesta..

## Gli anni finali
Verso la fine del regno (1300 circa), Muršili deve essersi quasi certamente risposato, e la nuova consorte deve essere stata Danuhepa, uno dei personaggi più misteriosi della storia ittita, associata come Regina Regnante anche ai due successori di Muršili.
La maggior parte degli studiosi ritiene che Danuhepa sia stata effettivamente la consorte di Muršili II nell'ultima parte della vita del sovrano.
È quasi certo che Muršili abbia avuto dei figli dall'ultima consorte, e proprio questo potrebbe essere stato il motivo per cui il suo successore Muwatalli la pose sotto processo, per impedire a costoro di aspirare al trono, dal momento che quest'ultimo non aveva avuto eredi di primo rango ma solo figli di concubine.
Nella seconda metà del regno di Muršili si hanno meno notizie, ma furono comunque anni più tranquilli, con le periferie dell'impero pacificate e la famiglia reale consolidata come poche volte nella storia Ittita; Mursili II morì nel 1295 a.C., risultando uno dei maggiori sovrani della storia ittita.
Il suo tuhkanti designato ed effettivo successore fu il figlio maggiore avuto da Gassulawiya, Muwatalli II.

## L'eclissi
L'eclissi solare, che sappiamo dagli annali di Muršili essersi verificata nel corso del decimo anno di regno del sovrano, è un evento di grande importanza per la datazione esatta dell'Impero ittita entro i confini della cronologia del Vicino Oriente. Solo due eclissi solari, i cui effetti potessero essere riscontrabili nel regno ittita, si verificarono infatti in quel periodo: il 13 aprile 1308 a.C. e il 24 giugno 1312 a.C. Molti storici concordano con la seconda data, sostenendo che gli effetti di questa eclissi furono particolarmente intensi nell'area del Peloponneso e in Anatolia occidentale, dove Muršili II stava appunto combattendo; ma ci sono anche studiosi che propendono per la prima data, che si armonizzerebbe meglio con la datazione classica egizia (ad esempio in relazione all'episodio del principe Zannanza).
La datazione della storia ittita qui seguita prende comunque come data dell'eclisse solare il 24 giugno 1312.